# Flugplatz Kamp-Lintfort

i7
i11
i13

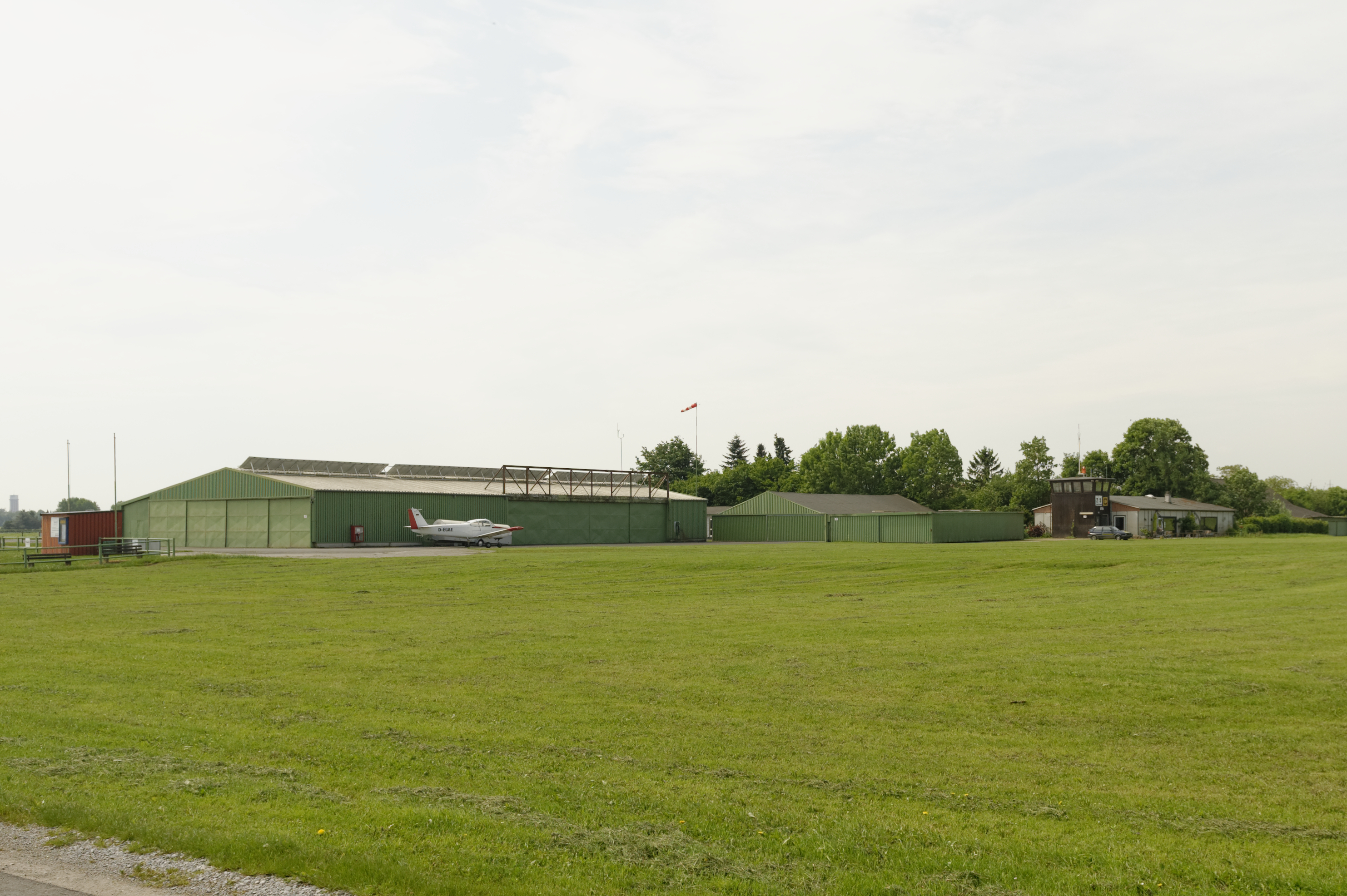
Gebäude des Flugplatzes Kamp-Lintfort

Der Flugplatz Kamp-Lintfort (ICAO-Code: EDLC) ist ein Sonderlandeplatz ca. 3 km nördlich des Stadtgebietes von Kamp-Lintfort und 5 km südwestlich von Rheinberg.

## Geschichte
Der Flugplatz Kamp-Lintfort wurde im Jahre 1969 in Betrieb genommen. Der in den vorangehenden Jahren erfolgte Aufbau des Flugplatzes erfolgte in Eigenleistung der damaligen Luftsportgemeinschaft Kr. Moers, welche sich nach Bezug des Flugplatzes Kamp-Lintfort in Luftsportgemeinschaft Kamp-Lintfort umbenannte.
Der Verein war ursprünglich ein reiner Segelflugverein. Mit Bezug des neuen Geländes entstand im Verein eine Motorflugabteilung, weshalb die Flugplatzinfrastruktur um die entsprechenden Einrichtungen erweitert wurde.
Nach einigen Besitzerwechseln des Betriebsgeländes war der Verein 1998 in der Lage, das Flugplatzgelände zu kaufen. Somit ist die Luftsportgemeinschaft Kamp-Lintfort seither Betreiber und Eigentümer des Flugplatzes.

## Infrastruktur
Die Luftsportgemeinschaft Kamp-Lintfort betreibt eine Tankstelle mit den Sorten Avgas 100LL, Mogas und Diesel.

## Flugschule
Der Verein betreibt eine eigene Flugschule und bietet den Erwerb folgender Lizenzen an: SPL (ehemals PPL-C), LAPL-S, PPL-A, LAPL-A, Ultraleicht-Lizenz.

## Flugbetrieb
Am Flugplatz Kamp-Lintfort sind ca. 20 Motorflugzeuge und ca. 10 Segelflugzeuge fest stationiert. Diese befinden sich entweder im Besitz des Vereines oder in Privatbesitz von Vereinsmitgliedern.
Es wird am Flugplatz Motorflug, Motorsegelflug, Ultraleichtflug und Segelflug betrieben. Heißluftballone können das Gelände auf Anfrage nutzen.